# Alberto Toscano
 (novembre 2019).
Pour le sociologue britannique, voir Alberto Toscano (sociologue).
Pour les articles homonymes, voir Toscano.
Alberto Toscano, né le 25 mars 1948 à Novare, est un journaliste, politologue et écrivain italien, résidant en France depuis 1986 et collaborant à plusieurs média italiens et français.

## Biographie
Alberto Toscano est docteur en sciences politiques de l'université de Milan en 1973. Sa thèse porte sur la guerre d'Indochine et sur la Conférence de Genève de 1954. De 1974 à 1982, il travaille comme chercheur à l’Istituto degli studi di politica internazionale (ISPI) à Milan et journaliste à l’hebdomadaire Relazioni Internazionali, publié par cet institut. Dans la période 1974-1979 il est aussi collaborateur régulier du quotidien la Gazzetta del Popolo, de Turin, pour la politique internationale. En 1977 et 1978, il effectue le stage de neuf mois « Journalistes en Europe », créé et dirigé par Hubert Beuve-Méry et Philippe Viannay au CFPJ de la rue du Louvre, à Paris. De 1979 à 1982, il enseigne l'histoire contemporaine à la faculté de Sciences politiques de l'Università statale de Milan.
Nommé chef du service international de l’hebdomadaire italien Rinascita (magazine culturel du Parti communiste italien, PCI) en 1982-1983, il est ensuite rédacteur et envoyé spécial du quotidien L'Unità (organe officiel du PCI) jusqu’en 1986, date à laquelle il devient correspondant à Paris du quotidien économique ItaliaOggi  avant d'être correspondant pour le quotidien milanais L'Indipendente et collaborateur de plusieurs autres média, dont les quotidiens il Riformista et Il Giornale ainsi que l'hebdomadaire Panorama. Il collabore actuellement à la Radio Radicale de Rome, à la troisième chaîne de la radio publique Rai et à plusieurs quotidiens provinciaux italiens.
Il collabore à plusieurs stations de radio et chaînes de télévision en France – après des années à RFI, France Culture (émission L’Esprit public) et France Inter (émissions Tam Tam puis Eklektic) – il rejoint l'équipe de polémistes de l’émission On refait le monde sur RTL et participe régulièrement à l’émission Kiosque à TV5. Il collabore actuellement aussi au quotidien La Croix (depuis 2010), au mensuel parisien Historia, aux chaînes radio Europe-1 (émission Médiapolis) et France-Info  (émission Micro européen) et aux chaînes télé BFM, LCI et CNews. Il a occupé les fonctions de président de l’Association de la presse étrangère en France (APE) en 1996-1997. Depuis 1999 il est président du Club de la Presse européenne à la Maison de l'Europe de Paris. Président de l’Associazione culturale Piero Piazzano de Novara (2001-2013), il est actuellement président d'honneur de cette association italienne. Membre de l'UFR d'italien de la Sorbonne à Paris, il tient des cours sur l'histoire contemporaine de l'Italie à Sciences Po Bordeaux.
En 2015 il a été protagoniste de la pièce Procès à François Mitterrand, au Teatro Parioli de Rome.
Collectionneur de journaux anciens français et italiens. Commissaire d'expositions réalisées à partir de journaux de sa collection : « France-Italie, les journaux de la Grande Guerre » (Institut culturel italien de Paris, 2014-2015 ; Biblioteca Sormani de Milan, 2015 ; Université de Nantes, 2016), « De la libération de Paris à Hiroshima et Nagasaki » (Hôtel de ville de Paris, 2015), « 1936-1937 l’œil de la presse française »  (mairie du 9e arrondissement de Paris, 2017), « 1918 année de la victoire à travers le regard de la presse »  (mairie du 9e arrondissement de Paris, 2018), « De la guerre mondiale à la paix européenne » (Centre mondial de la Paix, Verdun, 2018-2019), « Paris de la guerre à la paix » (mairie du 18e arrondissement de Paris, 2018).

## Distinctions
- Prix Asti de journalisme (2000)
- Prix de journalisme de la Maison de l'Europe de Paris et du Parlement européen (2011)
- Chevalier de l'ordre national du Mérite de la République française (2005)
- Chevalier de l'ordre du Mérite de la République italienne (2014)